# Grab des Zacharias

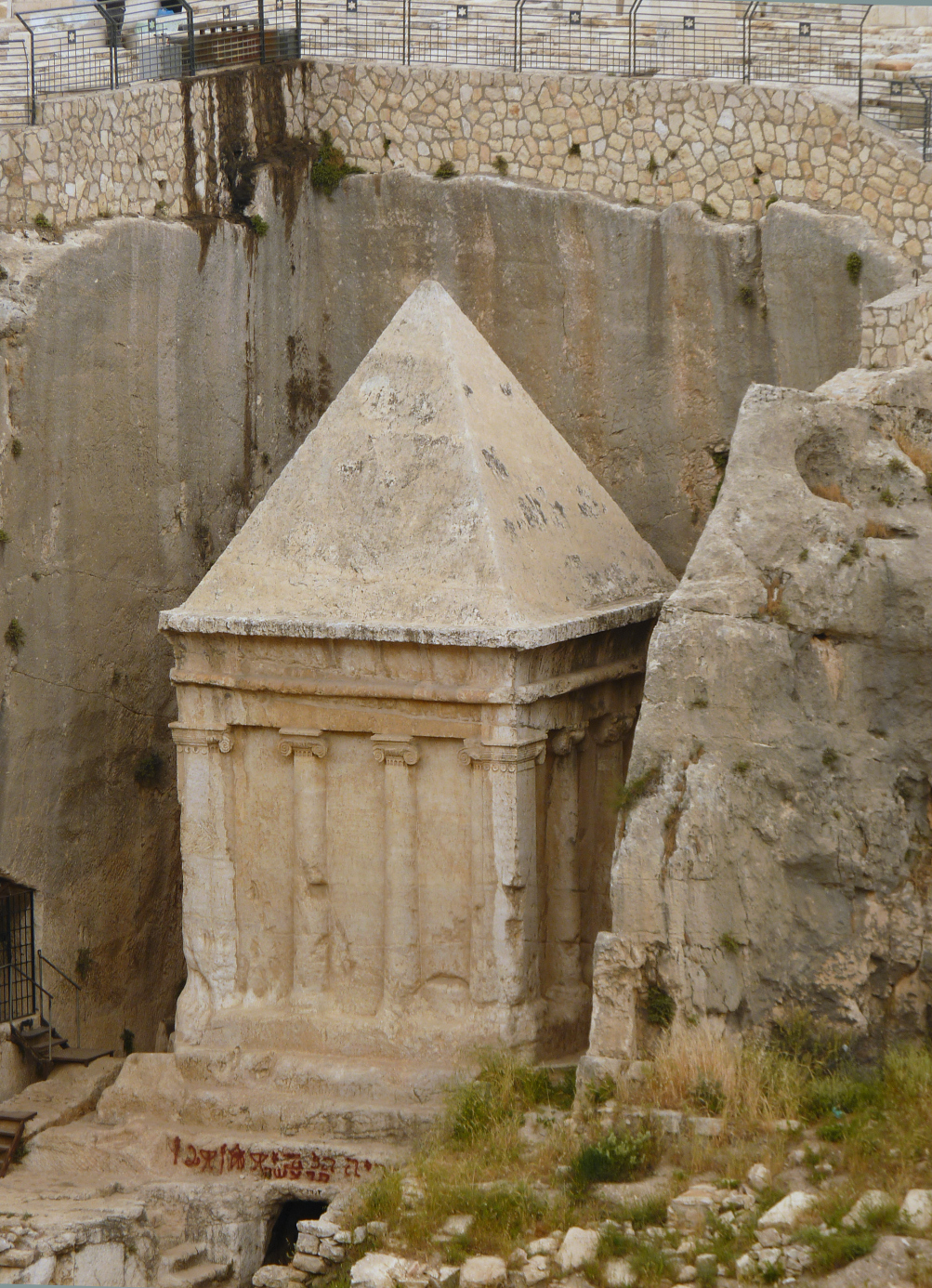
Die Grabanlage des Zacharias

Das Grab des Zacharias (hebräisch קבר זכריה) ist eines der vier bekannten Felsengräber im Kidrontal in Jerusalem. Es stammt aus der Zeit des Herodianischen Tempels.

## Architektur
Das Grab des Zacharias wird zwar als „Grab“ bezeichnet, aber es handelt sich dabei um einen Monolithen, der aus dem natürlich gewachsenen Fels herausgearbeitet wurde und keine Grabkammer enthält. Der Begriff „Denkmal“ ist also zutreffender. Die Basis des Denkmals ist eine Krepis mit drei Stufen. Auf der obersten Stufe, dem Stylobat, steht das Monument mit quadratischem Grundriss. Die vier Seiten weisen zwei ionische Säulen zwischen zwei Pilastern auf, die aber nur halb aus dem Monolithen herausgearbeitet wurden.
Das Gesims im oberen Teil des Denkmals ist im ägyptischen Stil gehalten. Es ist gekrönt mit einer Pyramide. Interessant ist die feine Maserung der Dekoration auf der westlichen Seite. Auf der Rückseite ist die Fassade äußerst rau und macht den Eindruck einer unvollendeten Arbeit.

## Jüdische Überlieferung
Einer jüdischen Überlieferung zufolge handelt es sich um das Grab des Priesters Zacharias Ben Jojada, einer Figur, die das 2. Buch der Chronik beschreibt:

„Da kam der Geist Gottes über Zacharias, den Sohn des Priesters Jojada. Er trat vor das Volk und hielt ihm vor: So spricht Gott: Warum übertretet ihr die Gebote des Herrn? So könnt ihr kein Glück mehr haben. Weil ihr den Herrn verlassen habt, wird er euch verlassen. Sie aber taten sich gegen ihn zusammen und steinigten ihn auf Befehl des Königs im Hof des Hauses des Herrn.“

Für diese Annahme gibt es aber keinerlei Beleg. Dem widerspricht außerdem die Tatsache, dass das Denkmal keine Grabkammer enthält.
Der Stil des Denkmals mit seinen hellenistischen Details erinnert an den Stil des Grabes der Bnei Hesir. Deshalb vermuten einige Forscher, dass es sich um zeitgenössische Bauwerke handelt. Gelehrte, die sich auf Begräbnisbräuche und Grabmonumente spezialisiert haben, schreiben das Grab des Zacharias dem 1. Jahrhundert v. Chr. zu. Das widerspricht der jüdischen Überlieferung, das Grab des Priesters Zacharias Ben Jojada zu sein.

## Nefesch der Bnei Hesir?

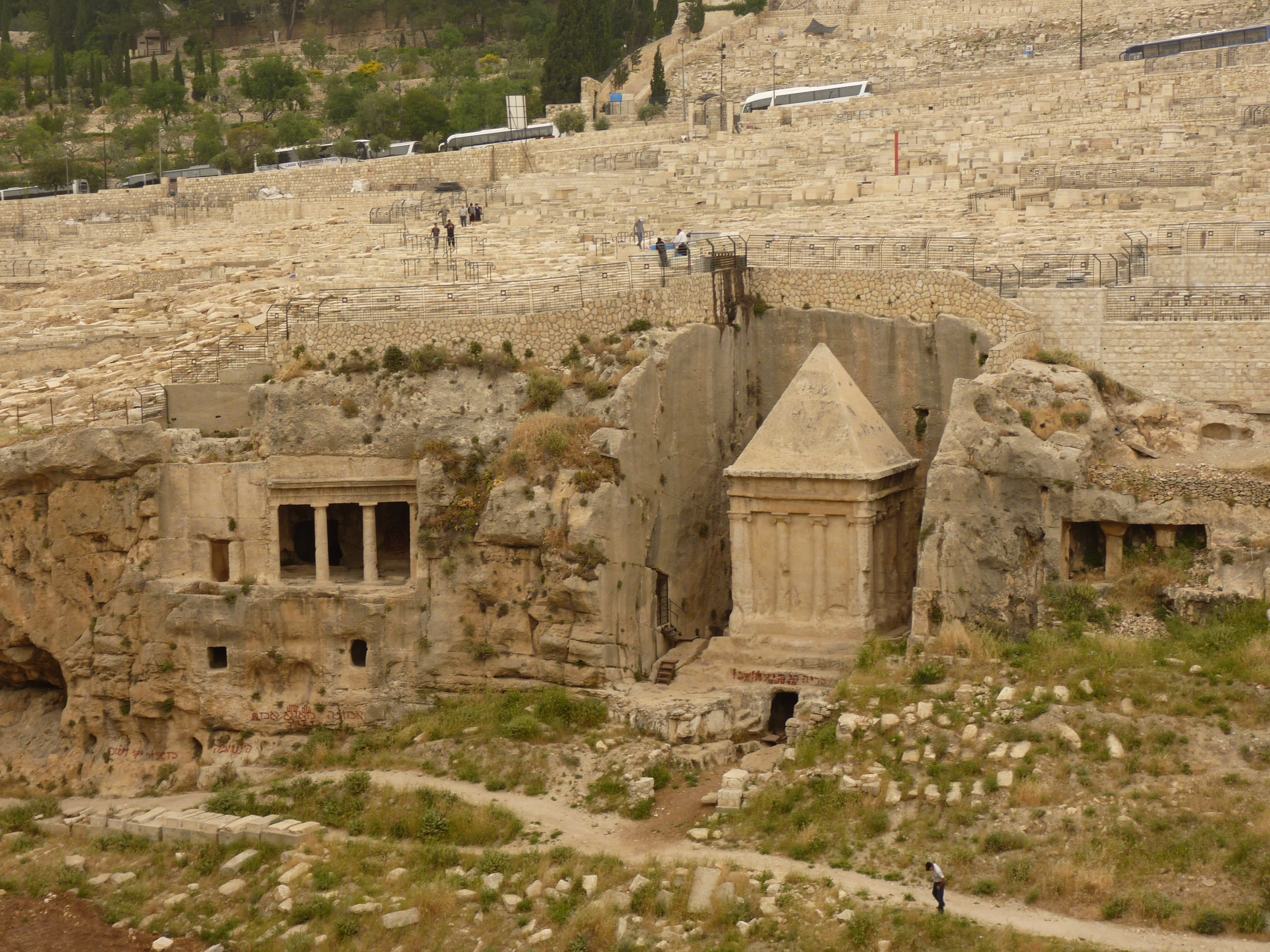
Das Grab der Bnei Hesir links und das Grab des Zacharias rechts

Eine weitere Theorie besagt, dass das Monument als Nefesch (hebräisch נפש, wörtlich: „Seele“) zum Grab der Bnei Hesir gehöre, weil es einen in den Fels gehauenen Zugang vom Monument zum Grab gibt und das Monument die Anforderung einer „prächtigen Struktur“ erfüllt. Aber auch diese Theorie ist nicht belegbar.